# Línea 26 (Maldonado)
La línea 26 es un servicio de transporte público del departamento de Maldonado, Uruguay. Sale de la estación José Ignacio y se dirige a la terminal de San Carlos.

## Trayecto
Desde San Carlos hasta José Ignacio, la línea cuenta con 21 paradas, y viceversa.

### Ida
Terminal San Carlos, Carlos Cal, Curbelo, Leonardo Olivera, 25 De Agosto, Rambla Gral. Artigas, Camino Del Cerro Eguzquiza, Km 143,5 Ruta 9, Km 147,5 Ruta 9, Sanabria, Ruta 9 / Cuchilla Alta, Peta, Mendoza, Escuela 35 José Ignacio, Camino Del Medio, Echeverrito, Estación José Ignacio.

### Vuelta
Estación José Ignacio, Echeverrito, Camino Del Medio, Escuela 35 José Ignacio, Mendoza, Peta, Cuchilla Alta, Sanabria, Ruta 9, Camino del Cerro Eguzquiza, Artigas, Rambla Gral. Artigas, 25 de Agosto, Leonardo Olivera, Curbelo, Carlos Cal, Tnal. San Carlos. 